# Trichilia sambiranensis
Trichilia sambiranensis är en tvåhjärtbladig växtart som beskrevs av Callm. & Phillipson. Trichilia sambiranensis ingår i släktet Trichilia och familjen Meliaceae. Inga underarter finns listade i Catalogue of Life.